# كاثرين سميث
كاثرين سميث (بالإنجليزية: Kathryn Smith)‏ هي أمينة متحف وفنانة جنوب أفريقية، ولدت في 1975 في ديربان في جنوب أفريقيا.